# Rów zboczowy

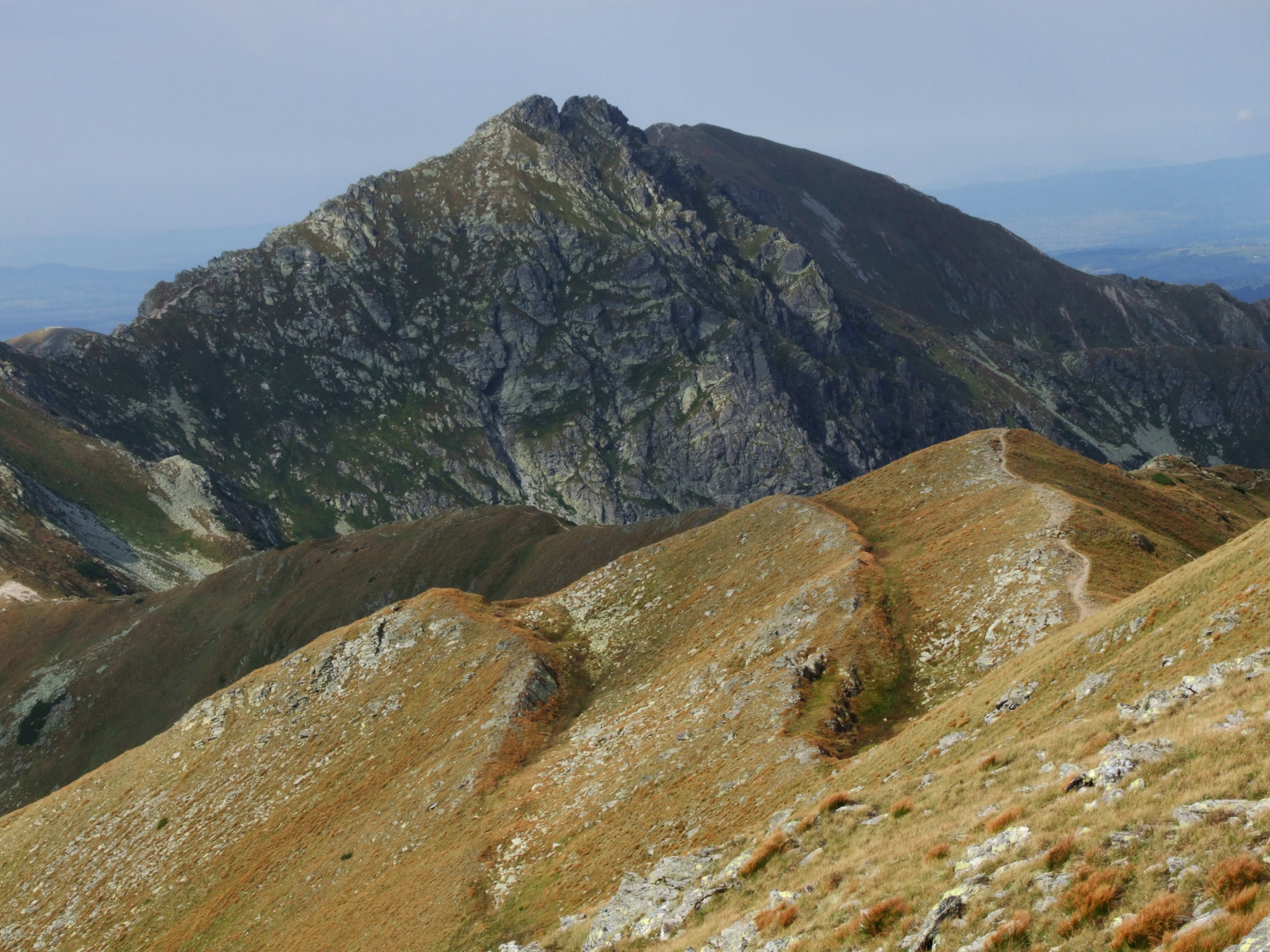
Rowy zboczowe na Smreku

Rów zboczowy – podłużne zagłębienie lub kilka takich zagłębień wzdłuż zbocza. W Polsce spotyka się je np. w Tatrach Zachodnich.
Formy te są powierzchniowym przejawem głębokich, strukturalnych ruchów masowych związanych najczęściej z glacjalnym podcięciem stoków, ich odciążeniem wskutek wytopienia lodowca lub też zmianą warunków klimatycznych w etapie postglacjalnym. Określa się je także jako uskoki grawitacyjne.